# Orinus
Orinus là một chi thực vật có hoa trong họ Hòa thảo (Poaceae).

## Loài
Chi Orinus gồm các loài: